# Frigga simoni
Frigga simoni là một loài nhện trong họ Salticidae.
Loài này thuộc chi Frigga. Frigga simoni được Lucien Berland miêu tả năm 1913.